# 奈緒ちゃん
『奈緒ちゃん』(なおちゃん)は、重度のてんかん(レノックス症候群)と知的障害を持つ少女奈緒ちゃん(西村奈緒)の12年間を撮影した記録映画である。1995年公開。
監督は、伊勢真一。監督は、奈緒ちゃんの実の叔父に当たる。上映時間、1時間38分　芸術文化振興基金助成作品。

## あらすじ
監督の伊勢真一が、「姉に娘が生まれた。しかし、なにか厄介な病気を抱えているらしい」と知ったのは、記録映画の編集の仕事をしていた父伊勢長之助が亡くなった年のこと。
クランクインは1983年1月3日。8才になった奈緒ちゃんのお正月の初詣のシーンから始まる。
奈緒ちゃんの一家は、建売住宅を購入、その決め手になったのは、家のすぐ前に小さな公園があったこと。奈緒ちゃんは、いつもその公園で遊び、地域の人達と自然に交流し、その生活の中に溶け込んでいく。
12年の年月の中で、お父さん(大乗)も会社や地域の中で大事な役割を担当するようになり、お母さん(信子)は、奈緒ちゃんが働くことのできる場所づくりということで、お母さん仲間と立ち上げた地域の福祉作業所「ぴぐれっと」のリーダーになり、弟の記一君は高校生になっている。
奈緒ちゃんは、お母さんたちが運営する福祉作業所で働くことになる。
その後の物語は、これに続く記録映画のシリーズの中で描かれていく。

## 続編
- ぴぐれっと（2002年）- お母さんたちが立ち上げた福祉作業所。その後、作業所は5ヵ所、それにケアホーム10ヵ所、地域支援センターなどを含む大組織になっていく。
- ありがとう ー「奈緒ちゃん」自立への25年ー（2006年）
- やさしくなあに 〜奈緒ちゃんと家族の35年〜（2017年）

## 受賞
- 山路ふみ子映画賞 - 福祉賞1995年（第19回）
- JSC特別賞
- 第6回文化庁優秀映画作品賞
- 高崎映画祭特別賞
- '95年キネマ旬報文化映画ベストテン第2位
- 毎日映画コンクール記録映画賞グランプリ
- 日本映画ペンクラブドキュメンタリー部門第2位